# Glasgow Evangelical Church

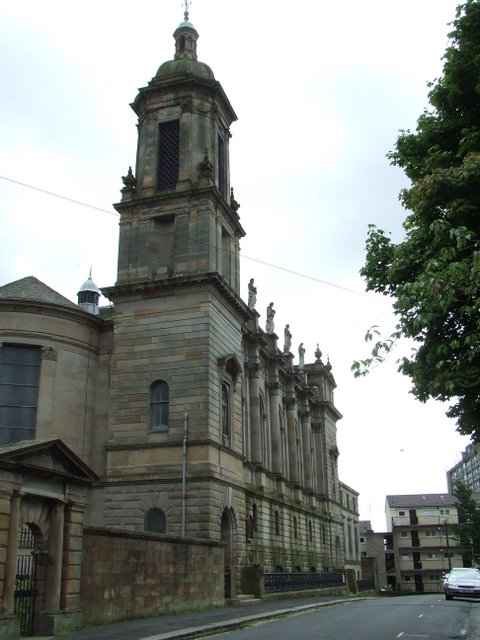
Glasgow Evangelical Church

Die Glasgow Evangelical Church, ehemals Barony North Church, ist das Kirchengebäude einer evangelikalen Gemeinde in der schottischen Stadt Glasgow. 1970 wurde das Bauwerk in die schottischen Denkmallisten in der höchsten Denkmalkategorie A aufgenommen. Des Weiteren ist es Teil eines umfassenderen Denkmalensembles der Kategorie A.

## Geschichte
Den Entwurf für den Kirchenneubau im Jahre 1878 lieferte der schottische Architekt John Honeyman. Er wurde für die United Presbyterian Church of Scotland erbaut, die schließlich mit der Church of Scotland verschmolz. Die Gesamtkosten beliefen sich auf 9924 £. 1901 wurde das Gebäude überarbeitet. Mit der Zusammenlegung von Kirchengemeinde ersetzte die damalige Barony North Church die nahegelegene Trinity Duke Street Church. Schließlich wurde das Gebäude selbst obsolet und wird heute von einer evangelikalen Gemeinde genutzt.

## Beschreibung
Die Glasgow Evangelical Church befindet sich am Cathedral Square unweit der St Mungo’s Cathedral und der Glasgow Necropolis. Das neobarocke Bauwerk ist im Stile des italienischen Barock ausgestaltet. Das Mauerwerk besteht aus cremefarbenem Sandstein. Von der Nordwestecke erhebt sich ein Glockenturm mit nebenliegender halbrund heraustretender Apsis. Er ist mit Statuen und einer oktogonalen Kuppel mit kleiner Laterne gestaltet.
Die Basis des fünf Achsen weiten Langhauses ist rustiziert. Es sind drei Reihen von Rundbogenfenstern unterschiedlicher Abmaße mit Schlusssteinen eingelassen. Die obere Reihe ist mit Pilastern und reliefierten Archivolten gestaltet. Korinthische Säulen gliedern die Fassade vertikal. Sie tragen Podeste am abschließenden Kranzgesimse mit Zahnschnitt und Balustrade, auf denen Statuen gereiht sind. Die Südwestecke ist analog der Turmbasis gestaltet, der Turm ist jedoch nicht ausgeführt. Oberhalb des Rundbogenportals steht eine Statue in einer Ädikula. Das Gebäude schließt mit einem schiefergedeckten Plattformdach.